# Felix (Mondkrater)
Felix ist ein kleiner Einschlagkrater auf der Mondvorderseite im Mare Imbrium zwischen dem Krater Euler im Westen und dem Krater Lambert im Osten.
Die namentliche Bezeichnung geht auf eine ursprünglich inoffizielle Bezeichnung auf Blatt 40A4/S1 der Topophotomap-Kartenserie der NASA zurück, die von der IAU 1976 übernommen wurde.